# Били Скот Иракозе
Били Скот Иракозе (кирунд. Billy-Scott Irakoze; Буџумбура, 30. октобар 1996) бурундски је пливач чија специјалност су спринтерске трке слободним стилом. Вишеструки је национални првак и рекордер, учесник светских и афричких првенстава и бурундски олимпијац са ЛОИ 2016. у Рију.

## Спортска каријера
Међународну пливачку каријеру, Иракозе је започео учешћем на светском првенству у малим базенима у Истанбулу 2012, где је остварио доста скромне резултате у тркама на 50 и 100 слободно. Годину дана касније дебитовао је и на светским првенствима у великим базенима, пошто је у Барселони 2013. испливао укупно 81. време у квалификацијама трке на 100 метара слободним стилом.
Иракозе је учествовао и на светским првенствима у Казању 2015, Будимпешти 2017. и Квангџуу 2019, а најбољи резултат у каријери на светским првенствима остварио је у Будимпешти где је заузео 52. место у квалификацијама трке на 50 леђно.
Са испливаном Б олимпијском нормом квалификовао се за наступ на ЛОИ 2016. у Рију где је у квалификацијама трке на 50 слободно заузео 66. место у конкуренцији 85 пливача, испливавши трку за 26,36 секунди.